# Pismo gotyckie

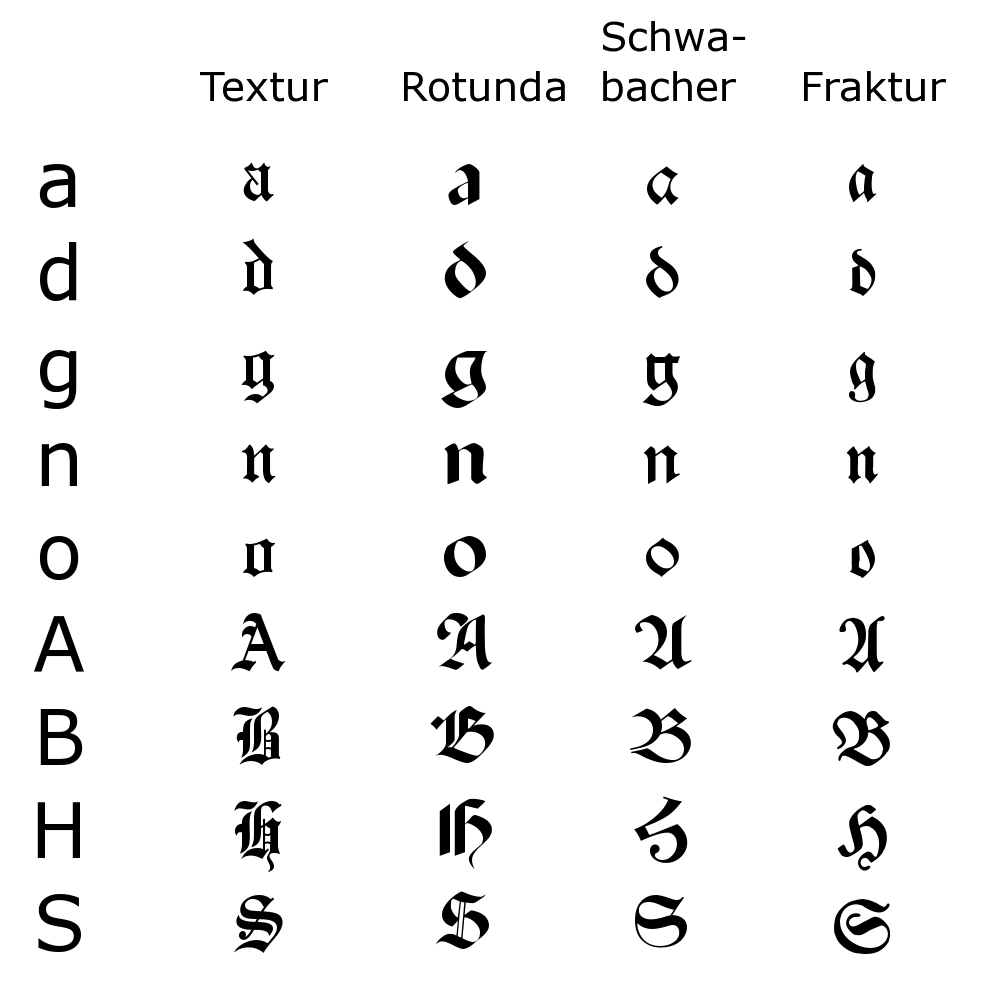
Przykłady gotyckich krojów pisma: tekstura – rotunda – szwabacha – fraktura

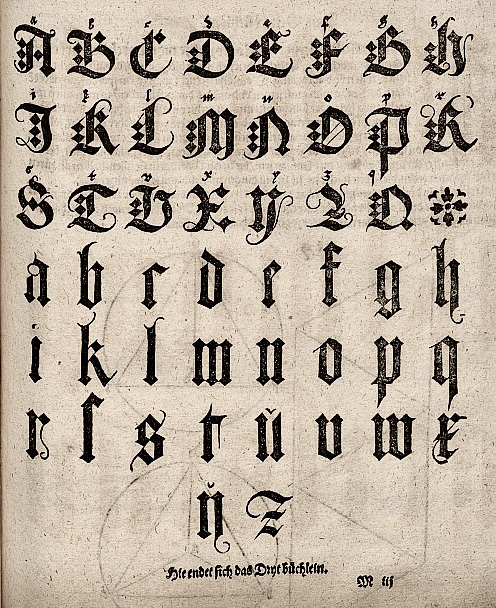
Abecadło autorstwa Albrechta Dürera, 1604, drzeworyt ze zbiorów Deutsche Fotothek

Pismo gotyckie – rodzina krojów pisma opartych na alfabecie łacińskim, o łamanych i bardzo ozdobnych konturach. Początki tego pisma datuje się na XI wiek, kiedy w kodeksach pochodzących z Francji północnej można zauważyć wyraźną tendencję do zaostrzania kształtów liter minuskuły romańskiej. W powszechnym użyciu pismo gotyckie występowało od XIII w. i używane było w Europie Zachodniej i Środkowej do późnego średniowiecza. Wyparte zostało przez tzw. pismo humanistyczne w XV wieku.
W druku pismo gotyckie oparte na teksturze po raz pierwszy zastosował Jan Gutenberg w 1455 roku do wydrukowania słynnej Biblii 42-wierszowej.
W druku polskim pismo gotyckie zaczęło być zastępowane okrągłą italiką od XVI w., a w XVIII w. było stosowane tylko w tzw. wydawnictwach straganowych. W Czechach natomiast gotyk przetrwał do XIX w.
W krajach kręgu kultury niemieckiej i w samych Niemczech długo przetrwało przedłużenie pisma gotyckiego w postaci jego dziedziczki — pisma neogotyckiego. Pismo to było tam w powszechnym użyciu do przełomu XVIII i XIX wieku. W 1875 r. zrezygnowały z niego Dania, Norwegia i Islandia, a w 1941 r. same Niemcy, kiedy naziści zdecydowali o przejściu na antykwę, motywując to tym, że pismo neogotyckie pochodzi od Żydów. Używane jest ono do dzisiaj w niektórych kantonach Szwajcarii.